# Rode appelbes
De rode appelbes (Aronia arbutifolia) is een bladverliezende struik die inheems is in de oostelijke Verenigde Staten. Hij wordt 2 tot 6 meter hoog en heeft bladeren van 5 tot 8 cm lengte. De bloemen zijn wit of bleek roze. De vruchten zijn rood en hebben een diameter van 4 tot 7 mm.
Er bestaat een hybride tussen twee soorten waarvan de bessen zwart zijn. Deze wordt  de zwarte appelbes genoemd en is waarschijnlijk een natuurlijke hybride tussen de rode appelbes en de zwarte appelbes. Ter onderscheid van de zwarte appelbes wordt de hybride ook wel bastaardappelbes genoemd.